# Угринь (Новосондецький повіт)
Угринь (пол. Uhryń) — лемківське село на Закерзонні, в Польщі, у гміні Лабова Новосондецького повіту Малопольського воєводства.
Населення — 61 особа (2011).

## Розташування
Лежить на берегах однойменного потоку — лівої притоки річки Камениця Навойовська (права притока Дунайця) в Низьких Бескидах.

## Історія
Згадується в податковому реєстрі 1674 року.
З листопада 1918 по січень 1920 село входило до складу Лемківської Республіки. На 1936 р. в селі були 689 греко-католиків парафії Лабова Мушинського деканату; метричні книги велися з 1758 року.
До середини XX ст. в регіоні переважало лемківсько-українське населення. У 1939 році з 590 жителів села усі 590 — українці.
Після Другої світової війни Лемківщина, попри сподівання лемків на входження в УРСР, була віддана Польщі, а корінне українське населення примусово-добровільно вивозилося в СРСР. Згодом, у період між 1945 і 1947 роками, в цьому районі тривала боротьба між підрозділами УПА та радянським військами. Ті, хто вижив, 1947 року під час Операції Вісла були ув'язнені в концтаборі Явожно або депортовані на понімецькі землі Польщі, натомість заселено поляків.
У 1975—1998 роках село належало до Новосондецького воєводства.

## Демографія
Демографічна структура станом на 31 березня 2011 року:
|          | Загалом | Допрацездатний вік | Працездатний вік | Постпрацездатний вік |
| -------- | ------- | ------------------ | ---------------- | -------------------- |
| Чоловіки | 33      | 7                  | 24               | 2                    |
| Жінки    | 28      | 3                  | 21               | 4                    |
| Разом    | 61      | 10                 | 45               | 6                    |